# Galda de Jos
Galda de Jos (deutsch Unterhanenberg, ungarisch Alsógáld) ist eine rumänische Gemeinde im Kreis Alba in der Region Siebenbürgen.

## Geographische Lage

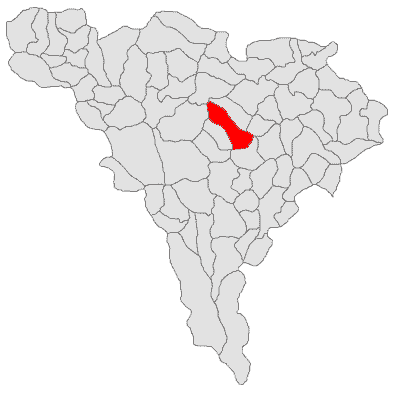
Lage der Gemeinde Galda de Jos im Kreis Alba

Die Gemeinde Galda de Jos dehnt sich mit den zehn eingemeindeten Dörfern auf einer Fläche von 10.169 Hektar am östlichen Rand des Trascău-Gebirges im Westen Siebenbürgens in der Mitte des Kreises Alba aus. Drei Kilometer westlich von der Europastraße E 81 (Aiud–Alba Iulia) entfernt, liegt der Ort am Fluss Galda, einem Zufluss des Mureș (Mieresch). Bis zur nächsten Stadt Teiuș sind es ca. 6 Kilometer; die Kreishauptstadt Alba Iulia liegt ca. 10 Kilometer südlich von Galda de Jos entfernt.

## Geschichte
Der Ort Galda de Jos wurde erstmals 1287 unter der Bezeichnung Gald (1854 Also-Gald) urkundlich bezeugt. Die meisten eingemeindeten Dörfer sind zwischen dem 13. und 14. Jahrhundert erwähnt (Benic 1299, Cetea 1337, Mesentea 1303, Oiejdea 1238).
Im 14. Jahrhundert wird die Römerstraße, der Steinweg Via Magna, hier erwähnt.
Die Bewohner leben heute vorwiegend von der Landwirtschaft, Viehzucht, der Imkerei, dem Obst- und dem Weinbau.

## Bevölkerung
Die Bevölkerung der Gemeinde entwickelte sich wie folgt:
| 1850 | 5.027 | 4.347 | 395 | 2  | 283 |
| 1900 | 5.899 | 5.293 | 572 | 30 | 4   |
| 1956 | 5.619 | 4.992 | 569 | 3  | 55  |
| 1992 | 4.863 | 4.268 | 568 | 4  | 23  |
| 2002 | 4.882 | 4.277 | 553 | 12 | 40  |
| 2021 | 4.373 | 3.804 | 278 | 2  | 289 |

Die höchste Einwohnerzahl (6394) der Gemeinde wurde 1941 ermittelt; die der Rumänen (5806) 1930, der Deutschen (43) 1890, der Magyaren (590) 1910 und die der Roma (180) 1850. Im Jahr 1880 und 1930 wurde je ein Serbe, 1910 sechs Kroaten registriert.

## Sehenswürdigkeiten
- Die Rumänisch-Orthodoxe Kirche Nașterea Maicii Domnului aus dem 17. Jahrhundert, mit wertvollen Malereien in zwei Schichten, wird 1715 erwähnt[6] und steht unter Denkmalschutz.[8]
- Das Kastell Kemény der Familie Kemény, wurde im 19. Jahrhundert erbaut. Vom alten Schloss, durch Bauern zerstört, stehen noch die Ost-Mauern.[6]
- Im eingemeindeten Dorf Benic (Bendesdorf) stehen Reste einer Wehrkirche mit gotischem Altar aus dem 15. Jahrhundert; das Kirchenschiff wurde im 17. Jahrhundert umgebaut.[5] Die Kirche steht unter Denkmalschutz.[8]
- Die rumänische orthodoxe Kirche Sf. Arhangheli im eingemeindeten Dorf Galda de Sus (Oberhahnenberg), im 17. Jahrhundert errichtet und 1800 umgebaut, steht unter Denkmalschutz.[8]

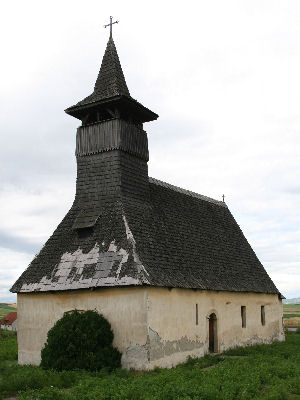
Orthodoxe Kirche Nașterea Maicii Domnului
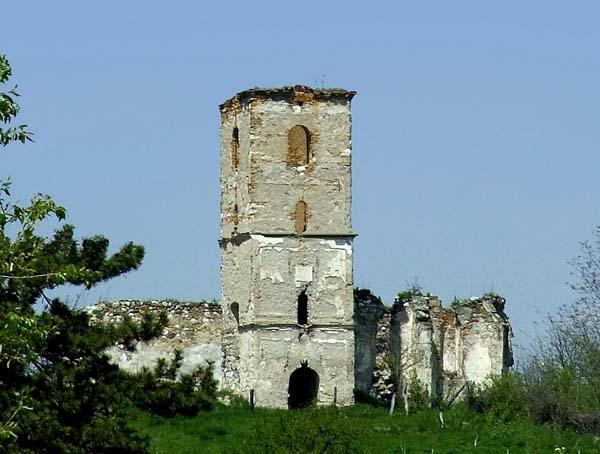
Ruine in Benic